# Adderringslang
De adderringslang of adderslang (Natrix maura) is een slang uit de familie toornslangachtigen (Colubridae) en de onderfamilie waterslangen (Natricinae).

## Naam en indeling
De wetenschappelijke naam van de soort werd voor het eerst voorgesteld door Carl Linnaeus in 1758. Oorspronkelijk werd de wetenschappelijke naam Coluber maurus gebruikt. Het is naaste familie van de in de Benelux voorkomende ringslang.

## Uiterlijke kenmerken
De totale lichaamslengte bedraagt ongeveer 70 centimeter, soms iets langer. De kop is wat breder dan andere Natrix-soorten, de pupil heeft een ronde vorm. De adderringslang heeft een koper- tot lichtbruine lichaamskleur met ronde zwarte vlekken die soms een dambordmotief vormen en soms wat smaller zijn en doen denken aan een bandering. Sommige kleurvariaties zijn moeilijk te onderscheiden van de giftige adder (Vipera berus).

## Levenswijze
Voor de afzet van de eieren is een broedhoop benodigd; deze soort maakt net zoals andere echte zwemslangen gebruik van de warmte van compost om de eieren uit te laten komen. Het 'opgeruimde' karakter van de landbouw de laatste decennia heeft de populatie geen goed gedaan, maar tegenwoordig verschijnen er door goed natuurbeheer weer meer van deze hopen. Ook als de dieren overwinteren, worden vaak plantenhopen of houtstapels opgezocht, het komt meermalen voor dat een enkele hoop door tientallen exemplaren wordt uitgekozen als slaapplaats. In het voorjaar hoeft ook niet lang naar een partner gezocht te worden.
De adderringslang is niet giftig en dus ook niet gevaarlijk voor de mens, hoewel de slang wel kan bijten. Het voedsel bestaat uit vissen, amfibieën en ook ongewervelde dieren zoals wormen worden buitgemaakt. Net als andere echte zwemslangen kan deze slang goed zwemmen en duiken.

## Verspreiding en habitat

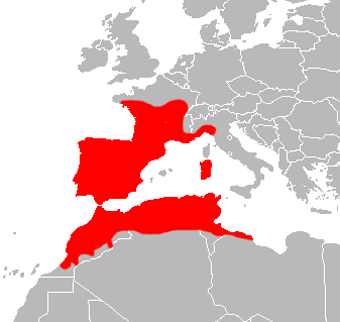
Verspreidingsgebied adderringslang in rood

Deze slang komt voor in delen van zuidwestelijk Europa en Noord-Afrika en leeft in de landen Spanje, Portugal, Gibraltar, Frankrijk, Zwitserland, Italië, Sardinië, Marokko, Algerije, Tunesië en Libië.

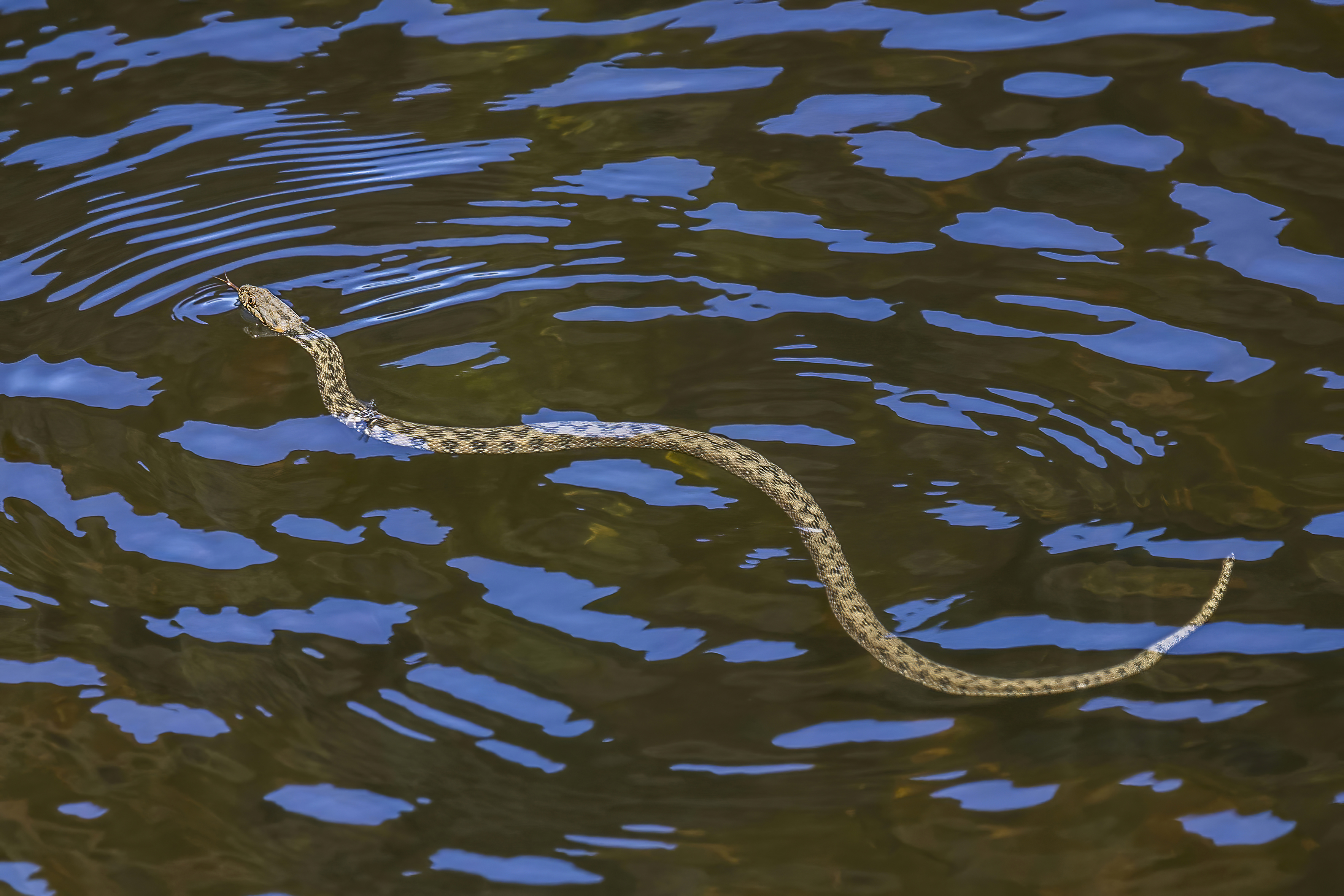
Zwemmende adderringslang

De habitat bestaat uit verschillende typen bossen, scrublands, draslanden en gebieden met brakwater langs de kust. De soort is aangetroffen van zeeniveau tot op een hoogte van ongeveer 2600 meter boven zeeniveau. Het leefgebied bestaat uit waterrijke bossen, poelen en vennen, bosranden maar ook in flinke begroeide vijvers wordt de slang aangetroffen. Als er niet gejaagd wordt, ligt de adderringslang meestal te zonnen op het droge; bij slecht weer ziet men de slangen niet omdat ze schuilen in holle bomen en onder houtstapels.

## Beschermingsstatus
Door de internationale natuurbeschermingsorganisatie IUCN is de beschermingsstatus 'veilig' toegewezen (Least Concern of LC).